# Kamienna małpa
Kamienna małpa (ang. The Stone Monkey) – powieść Jeffery’ego Deavera; czwarta część serii, w której pojawia się Lincoln Rhyme i Amelia Sachs. Wydana w Polsce w 2002 roku.

## Fabuła
Po przybyciu do Nowego Jorku statek z nielegalnymi chińskimi imigrantami tonie. Części rozbitków udaje się jednak dotrzeć do brzegu. Nielegalnym przemytem ludzi kieruje tajemniczy Duch – Kwang Ang. Detektyw Rhyme i jego partnerka Amelia zostają poproszeni przez policję o pomoc w jego ujęciu. W przeciwnym wypadku ocaleni imigranci zostaną zabici.